# Associació de Defensa de l'Ulster
L'Associació de Defensa de l'Ulster (en anglès: Ulster Defence Association, UDA) és una organització paramilitar protestant lleialista implicada en el conflicte nord-irlandès. L'organització es troba a les llistes oficials d'organitzacions terroristes dels Estats Units del Canadà i del Regne Unit i fins al 2009 també hi era a la de la Unió Europea, però ja no hi apareix el 2010. L'organització és responsable de 112 morts. La gran majoria d'assassinats i atemptats comesos per l'UDA van tenir lloc durans els anys 1980.
En 2006, es va revelar que aquest grup s'havia infiltrat a diverses lògies maçòniques d'Escòcia.
El 15 de maig de 1971, diferents grups paramilitars (com ara l'UVF) i d'autodefensa lleialistes de Belfast, representades per prop de 300 delegats, endeguen converses per tal de fusionar-se. Conseqüentment, el setembre de 1971 es va crear l'UDA, dirigida per Charles Smith. Construïda sobre el model de l'Exèrcit britànic (com els nombrosos grups paramilitars republicans i lleialistes), arreplega entre 30.000 i 50.000 membres durant els anys 1970 Durant l'estiu 1972, l'UDA munta barricades, protegides per membres armats, al voltant de certs barris protestants. El 1973, l'UDA funda l'Ulster Freedom Fighters per reivindicar els seus assassinats i els seus atemptats.
En 1987, el comandant de l'UDA John McMichael va publicar un document titulat "Sentit comú", que proposava una solució consensuada al conflicte d'Irlanda del Nord, per bé que es mantindria la presència britànica. Aquest document defensava la creació d'una Assemblea que compartís el poder entre nacionalistes i unionistes, una constitució aprovada per tots i una nova Carta de Drets (Bill of Rights). Tanmateix, no hi ha consens sobre la qüestió de si l'UDA va acceptar oficialment aquest document en la seva línia política oficial.
Durant aquest període, l'UFF va cometre nombrosos atemptats, com ara l'assassinat de Paddy Wilson, líder del Partit Socialdemòcrata i Laborista, en 1973.
El 10 d'agost de 1992, l'organització esdevé il·legal. En resposta a l'alto el foc del PIRA, l'UDA, així com diferents formacions lleialistes, proclamen un alto el foc el 13 d'octubre de 1994, que pronuncien un alto el foc el 13 d'octubre de 1994, que l'UDA i l'UFF trencaran a finals del 1997. L'11 de novembre del 2007, l'UDA ordena a la seva branca armada que deposi les armes.